# ATP de Búzios
O ATP de Búzios foi um torneio de tênis da ATP jogado entre 1991 e 1992 - tendo sido realizado, portanto, apenas duas edições. 
O torneio sucedeu, no circuito internacional, ao Aberto do Rio de Janeiro de Tênis, jogado entre 1989 e 1990 em quadras fechadas (indoor); diferentemente do Rio de Janeiro Open, o Buzios Open era jogado em quadra aberta (outdoor). 

## Finais

### Simples
| Ano  | Campeão      | Vice-campeão          | Resultado     |
| ---- | ------------ | --------------------- | ------------- |
| 1992 | Jaime Oncins | Luis Henrique Herrera | 6–3, 6–2      |
| 1991 | Jordi Arrese | Jaime Oncins          | 1–6, 6–4, 6–0 |

### Duplas
| Ano  | Campeões                    | Vice-campeões                 | Resultado     |
| ---- | --------------------------- | ----------------------------- | ------------- |
| 1992 | Maurice Ruah Mario Tabares  | Mark Keil Tom Mercer          | 7–6, 6–7, 6–4 |
| 1991 | Sergio Casal Emilio Sánchez | Javier Frana Leonardo Lavalle | 4–6, 6–3, 6–4 |